# Філіп Скрабб
Філіп Александер Скрабб (англ. Philip Alexander Scrubb; нар. 27 листопада 1992) — канадсько-британський професійний баскетболіст клубу «Ніагара Рівер Лайонс» Канадської елітної баскетбольної ліги (CEBL), зі зростом 1,94 м грає на позиції захисника. Протягом студентської баскетбольної кар'єри він виграв п'ять чемпіонатів зі студентського баскетболу з командою Карлтонського університету. Скрабб вважається одним із найвидатніших гравців в історії Асоціації студентського спорту Канади.

## Шкільна кар'єра
У старшій школі Скрабб грав за команду Ванкуверського коледжу під керівництвом баскетбольного тренера Білла Дісброу.

## Студентська кар'єра
Кар'єра Скрабба — одна з найуспішніших в історії канадського студентського баскетболу. У 2010 році Скрабб приєднався до потужної команди «Карлтон Ревенс» Карлтонського університету, яка вигравала чемпіонат Канади з баскетболу серед чоловіків у шести з попередніх 8 років. Він набирав у середньому 13,1 очка за гру та допоміг «Ревенс» досягти ідеального показника 22-0 і стати сьомим чемпіоном країни. Скрабб увійшов у другий склад команди Усіх зірок Сходу й отримав приз як новачок року.
У своєму другому сезоні у «Карлтоні» Скрабб команда зіграла 22-0 і він отримав Меморіальний трофей Майка Мозера як найкращий гравець. Він також був нагороджений трофеєм Джека Доног'ю як MVP.
Наступного року Скрабб виграв свій другий трофей Мозера та знову отримав нагороду після сезону 2013—2014. Він єдиний в історії студентського спорту Канади тричі лавреат нагороди. У своєму останньому сезоні у «Карлтоні» Скрабб привів «Ревенс» до п'ятого поспіль національного титулу й отримав другий трофей «Доног'ю» як MVP плей-офф, вчетверте приєднався до загальноканадської команди найкращих. За п'ять років, які він провів у «Карлтоні», команда стала рекордсменкою за співвідношенням перемог і поразок 102-3. Він і його брат Томас були важливими баскетболістами у канадському студентському спорті.

### Студентська статистика
| Сезон   | Команда        | GP  | GS | MPG  | FG%  | 3P%  | FT%  | RPG | APG | SPG | BPG | PPG  |
| ------- | -------------- | --- | -- | ---- | ---- | ---- | ---- | --- | --- | --- | --- | ---- |
| 2010–11 | Карлтон Ревенс | 22  | 20 | 25.1 | 42.8 | 40.5 | 86.4 | 3.1 | 2.8 | 1.1 | 0.3 | 13.1 |
| 2011–12 | Карлтон Ревенс | 22  | 21 | 23.5 | 55.7 | 57.0 | 81.9 | 2.5 | 3.3 | 1.2 | 0.2 | 16.2 |
| 2012–13 | Карлтон Ревенс | 20  | 19 | 29.0 | 45.9 | 42.6 | 86.0 | 3.3 | 3.5 | 1.6 | 0.4 | 18.6 |
| 2013–14 | Карлтон Ревенс | 22  | 20 | 27.5 | 49.2 | 47.0 | 87.4 | 3.2 | 4.9 | 0.5 | 0.3 | 18.6 |
| 2014–15 | Карлтон Ревенс | 19  | 18 | 25.3 | 48.3 | 48.7 | 90.0 | 3.3 | 4.5 | 1.3 | 0.1 | 16.6 |
| Кар'єра | Кар'єра        | 105 | 98 | 26.0 | 48.4 | 46.8 | 86.4 | 3.1 | 3.8 | 1.1 | 0.2 | 16.6 |

## Професійна кар'єра
Після закінчення сезону у «Карлтоні» Скрабб підписав контракт з провідним професійним баскетбольним агентством Entersport. У липні 2015 року він грав з командами Літньої ліги НБА «Мемфіс Ґріззліс» і «Торонто Репторз». У серпні 2015 року Скрабб почав професійну кар'єру у клубі грецької ліги «АЕК», підписавши з ним дворічний контракт. Взимку 2016 року «АЕК» віддав його в оренду «Скайлайнерс Франкфурт» і він переїхав до Німеччини. У складі команди 1 травня 2016 року він виграв Єврокубок ФІБА, тоді він набрав 6 очок, 3 підбирання та 2 передачі.
У червні 2016 року команда Франкфурта скористалася опцією залишити Скрабба на сезон 2016—2017. Однак він пропустив початок сезону через проблеми з коліном; у грудні 2016 року «Скайлайнерс» оголосили, що Скраббу довелося пройти операцію, оскільки консервативне лікування не принесло результатів, і він не буде виступати протягом 6-9 місяців. Він повернувся до франкфуртської команди у сезоні 2017—2018. У квітні 2018 року Скрабб отримав нагороду на Чемпіонаті Німеччини з баскетболу як найкращий атакуючий. Скрабб також став найкращим бомбардиром баскетбольної Бундесліги, оскільки набирав у середньому 18,3 очка за гру на шляху команди до плей-офф.
18 липня 2018 року Скрабб підписав однорічний контракт з пітерським «Зенітом» Єдиної ліги ВТБ. 17 липня 2019 року Скрабб підписав однорічний контракт з іспанським клубом «Мовістар Естудіантес». Скрабб набирав у середньому 9,4 очка за гру. 23 липня 2020 року він підписав контракт з КСП «Лімож» з НБЛ Про A.
14 травня 2021 року Скрабб підписав контракт з командою «Ніагара Рівер Лайонс» з Канадської елітної баскетбольної ліги.
17 серпня 2021 року Скрабб підписав контракт з російською командою Єдиної ліги ВТБ БК «Автодор». Він набирав у середньому 11,9 очка, 2,0 підбирання та 3,8 передачі за гру. Він покинув команду після російського вторгнення в Україну у 2022 році.
9 березня 2022 року Скрабб підписав контракт з «Монбус Обрадойро» з Ліги АКБ.
13 квітня 2023 року Скрабб перепідписав контракт з «Ніагара Рівер Лаєнс».

## Кар'єра у збірній
Скрабб кілька разів виступав за національну збірну Канади на міжнародній арені: він допоміг юніорській збірній Канади до 18 років виграти бронзову медаль на Чемпіонаті ФІБА Америки Збірній Канади з баскетболу до 19 років у 2010 році, а також грав за збірну Канади до 19 років у 2011 році на Чемпіонаті світу з баскетболу до 19 років. Того ж року він увійшов до складу Канади на Панамериканські ігри 2011 року. Скрабб також грав на Літній універсіаді 2013 року.

### Молодіжна збірна Канади
У 2015 році Скрабб допоміг молодіжній чоловічій збірній Канади з баскетболу виграти Кубок Маршанда та завоювати бронзу на Чемпіонаті Америки ФІБА 2015 року. Він також виступав за збірну Канади на Всесвітньому олімпійському кваліфікаційному турнірі ФІБА 2016 у Манілі.

## Особиста інформація
Брат Скрабба, Томас, також професійний баскетболіст.